# 알카밀

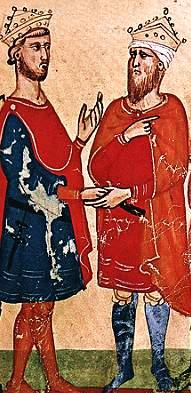
프리드리히 2세와 알카밀

알카밀(1180년 ~ 1238년 3월 6일, 재위 : 1218년 ~ 1238년, 아랍어: الكامل , 본명: 알말리크 알카밀 나시르 앗딘 알말리 무함마드, al-Malik al-Kamel Naser al-Din Abu al-Ma'ali Muhammed, الملك الكامل ناصر الدين أبو المعالى محمد
)은 아이유브 왕조의 제5대 술탄이다. 초대 술탄 살라딘의 동생이자 제4대 술탄 알 말리크 알 아딜 사이웃딘 아브 바쿠르의 아들로써 장자였다. 본명은 나시르 딘 무함마드로써 아이유브 왕조의 술탄에 즉위하였기에 그에 대한 존칭으로 알말리크 알카밀에서 통칭 술탄 (알말리크) 알카밀등으로 칭해지고 있다. 아라비아어로써 알카밀은 완전(完全)이란 의미를 가지고 있다.

## 생애
아버지가 술탄의 자리에 있을 때 부왕(副王=나이브(nā'ib), 술탄의 대리인)으로서 아버지를 보좌하여 이집트 통치를 맡았다. 1218년 아버지가 제5차 십자군과 교전중에 심장발작으로 사망했기 때문에 뒤를 계승하여 술탄으로서 즉위했다. 그러나 아버지의 죽음으로 인해 제5차 십자군이 다미에타(Damietta)을 점령하는등 일시적으로 위기에 빠졌으나 총력을 기울여 반격에 나서 십자군을 격파했다.
그러나 그 후 알카밀의 즉위에 불만을 품은 일족 및 알레포와 다마스커스의 총독이 반란을 일으켜 위기에 빠지던 시기에 1228년 신성로마제국 황제 프리드리히 2세가 침공해 왔다. 알카밀은 프리드리히 2세을 맞아 싸울 여유가 없었기에 그는 성지 예루살렘을 양도하는 것으로 화해하였고, 그 다음 전력을 모아 내분 수습에 나섰다. 그 때문에 제국의 내분은 수습되었다. 그러나 예루살렘을 버린일로 인해 많은 이슬람교도로부터 불만을 초래하게 되었다.
1238년에 알카밀은 사망했다.
| 전 임 알 아딜 | 제5대 아이유브 왕조의 술탄 1218년 ~ 1238년 | 후 임 알 아딜 2세 |